# Sydney Martineau
Sydney Martineau (6. januar 1863 – 19. december 1945) var en britisk fægter som deltog i de olympiske lege OL 1912 i Stockholm .
Martineau vandt en sølvmedalje i fægtning under Sommer-OL 1912 i Stockholm. Han var med på det britiske hold som kom på en andenplads, i holdkonkurrencen i kårde efter Belgien.